# 燃えろ!マナー部
『燃えろ!マナー部』は、2003年1月6日から3月28日までテレビ東京(TXN)『美少女日記III』内で放送された全55回のミニドラマ。

## 概要
松浦と藤本の二人がマナー部でマナーを学ぶという形になっており、その回ごとをテーマについてのマナーが紹介されている。
『リトルホスピタル』と同時期に放映され、『リトルホスピタル』の後やその間に放映されることが多かった。

## 出演
- 松浦亜弥
マナー部の部員。
- 藤本美貴（モーニング娘。）
マナー部の部員。
- 炎尾燃-川谷修士（2丁拳銃）
マナー部の顧問・ナレーション。

## スタッフ
- 監督・監修・脚本
島本和彦
- 撮影
河邉則宏
- 音楽
原夕輝
- 編集
藤沢和貴

## DVD
- 燃えろ!マナー部 1
2003年7月2日発売。
- 燃えろ!マナー部 2
2003年7月2日発売。